# Hasanaginica (opera)
Hasanaginica je opera o třech dějstvích bosenského skladatele Asima Horoziće na libreto Nijaze Alispahiće, vzniklé na námět známé stejnojmenné lidové balady ze 17. století. Premiéra Hasanaginici se konala 18. března 2000 v sarajevském Národním divadle. Jedná se o první bosenskou operu.

## Charakteristika a inscenační historie
Bosenský skladatel Asim Horozić (*1958) ke svému dílu řekl: „I když je opera již zastaralou formou hudebně scénického díla, balada Hasanaginica ospravedlňuje tento záměr i úsilí. Opera musela být protkána sevdahem, opírá se o hercegovský kámen, ilahiju [muslimská nábožná píseň] a saz v orchestru. Nakolik bude úspěšná a kolika představení dosáhne, to ukáže budoucnost. V každém případě je vhodné upozornit, že to je první pravá bosňácká opera.“
Uvedení opery bylo poznamenáno finančními i uměleckými spory mezi skladatelem a divadelním týmem, zejména režisérem a ředitelem Národního divadla Sulejmanem Kupusovićem. Přesto měla opera po svém uvedení značný úspěch, za prvních pět let se hrála asi čtyřicetkrát a byla představena i v zahraničí (Rakousko, Chorvatsko, Turecko). Podle Ivici Šariće, ministra kultury Bosny a Hercegoviny a představitele Hasanagy v opeře, se „všude, kde byla provedena, setkala se sympatiemi a pozitivní kritikou“.
V roce 2013 byla Hasanaginica nastudována a poprvé uvedena Istanbulským státním divadlem opery a baletu, kritiky byly spíše nepříznivé.
Hudební jazyk opery je v zásadě tonální s prvky minimalismu a četnými orientalismy; skladatel se hlásí výslovně k „národnímu romantismu“ a skladatelům jako Antonín Dvořák nebo Fryderyk Chopin.

## Osoby a první obsazení
| Osoba                        | hlasový obor   | světová premiéra (18.3.2000)                 |
| ---------------------------- | -------------- | -------------------------------------------- |
| Hasanaginica                 | soprán         | Amila Bakšić                                 |
| Aga-Hasanaga, její manžel    | bas            | Ivica Šarić                                  |
| Imotský kádí                 | tenor          | Krunoslav Cigoj                              |
| Beg Pintorović               | bas            | Ivica Čikeš                                  |
| Hasanagova matka             | mezzosoprán    | Margit Tomik                                 |
| Sultanija                    | soprán         | Lejla Jusić                                  |
| Hráč na saz                  | bas            | Denis Isaković                               |
| Muezzin                      | tenor          | Eldin Huseinbegović                          |
| Starosvat                    | baryton        | Mirza Alagić                                 |
| Tři děti                     | dětské soprány | Romana Čizmić, Jana Kupusović, Amer Dubravić |
| Vojáci, ženy, svatební hosté |                |                                              |
| Dirigent:                    | Dirigent:      | Miroslav Homen                               |
| Režie:                       | Režie:         | Sulejman Kupusović                           |
| Choreografie:                | Choreografie:  | Edina Papo                                   |
| Výprava:                     | Výprava:       | Radovan Marušić                              |
| Kostýmy:                     | Kostýmy:       | Vanja Popović                                |

## Děj opery
Odehrává se v oblasti Biokova v polovině 17. století.

### 1. dějství
V bojích na bosenských hranicích byl raněn bohatý bosenskomuslimský předák Hasanaga Arapović. Leží raněn na Biokovské planině a obkládá si rány bylinami. Přicházejí za ním jeho matka a sestra, Hasanaga však očekává svou ženu Hasanaginicu. Ale ta se rozhodla zůstat doma, kde se musí starat o děti; podle starého zvyku ostatně nemá manžela následovat do boje. Ale Hasanaga je rozhořčen nad tím, co si vysvětluje jako nedostatek lásky a úcty od své ženy, a na ponoukání své matky posílá do svého domu posla se zprávou: zapuzuje Hasanaginicu a vykazuje ji ze svého domu i od své rodiny.
O tomto poselství se dozví i beg Pintorović, Hasanaginičin bratr. Má za to, že Hasanagovo chování je urážkou jejich rodinné cti, a přichází odvést svou sestru zpět do domu Pintorovićů. U Hasanagova domu se setká s vracejícím se švagrem a dává se s ním do hádky, která překročí až v pěstní souboj. Beg Pintorović ve zlém odvádí svou sestru. Ta netruchlí nad ztrátou manžela – její sňatek stejně jako zapuzení nebyly věcí její vůle, neboť nad jejím osudem vždy vládnou muží. O to žalostněji se loučí se svými milovanými pěti dětmi, které musí v Hasanagově domě zanechat.

### 2. dějství
Hasanaginica je v domě Pintorovićů a beg Pintorović snová pomstu bývalému švagrovi. Chystá se provdat Hasanaginicu za imotského kadiho, bohatého a váženého muže, který byl již od mládí do jeho sestry zamilován. Kadi přichází na námluvy. Jeho setkání s Hasanaginicou je tragické a absurdní zároveň: žena lpí ve svých myšlenkách na svém bývalém muži a zejména dětech a nedokáže myslet na nový sňatek. Kadi její obavy chápe, je to dobrý a ušlechtilý člověk, ale sní o tom, že učiní Hasanaginicu šťastnou. Ta se jako vždy podvolí bratrovu příkazu a přijímá od kadiho zásnubní prsten. Vymůže si však na bratrovi, aby svatební průvod vedoucí nevěstu do ženichova obydlí zastavil u Hasanagova domu, aby se naposledy mohla rozloučit se svými dětmi a předat jim dárky.
Když bratr a nový ženich odejdou, přikrade se k Hasanaginici její nejstarší dcera Sultana, jíž se podařilo potají vyhledat matku. Dozvídá se od ní o nadcházející svatbě Hasanaginici s imotským kadim.

### 3. dějství
Ve svém domově se mezitím Hasanaga trápí výčitkami svědomí. Uvědomuje si, že se ke své manželce zachoval nespravedlivě. V hádce se svou matkou svaluje vinu na ni. Vydává se do stáje, aby dal osedlat koně a vydal se k Pintorovićovi, aby Hasanaginicu odvezl zpátky do svého domu a ke svým dětem. V této chvíli se však dozvídá, že je již pozdě. Hasanaginica je už zaslíbena jinému a její svatební průvod je právě na cestě k Hasanagovu domu.
Netrvá dlouho a svatebčané jsou na místě. Vchází Hasanaginica, celá v bílém a s tváří zakrytou závojem, a dojemně dává sbohem svým dětem. Hasanagovo vysvětlování a výzvy, aby se vrátila k němu, neposlouchá. Rozzlobený Hasanaga jí dětí odnímá a vyčítá jí, že je „matkou s kamenným srdcem“. Tato nespravedlivá výčitka zasáhne již tak krvácející Hasanaginicino srdce a ta se skácí mrtva k zemi. Opera končí žalostným nářkem děti nad matčiným tělem.

## Nahrávka
- 2005 (BOSNATON SARAJEVO CDBT 013) Zpívají: (Hasanaginica) Amila Bakšić, (Hasanaga) Ivica Šarić, (imotský kadi) Hrid Matić, (beg Pintorović / hráč na saz) Denis Isaković, (Hasanagova matka) Margit Tomik, (Sultanija) Lejla Jusić, (muezzin) Eldin Huseinbegović, (starosvat) Dragan Pavlović. Orchestr Sarajevské filharmonie a Sbor Opery Národního divadla Sarajevo řídí Miroslav Homen.